# Magisk cirkel
Magisk cirkel är ett drama av Per Olov Enquist från 1994.
Manuset finns utgivet i två samlingar med Enquists dramatik - Tre pjäser 1994 och Dramatik I: Kammarspelen 2017. Ursprungligen skulle den svenska utgåvan ha kommit ut samtidigt med den danska urpremiären, men teaterpremiären blev uppskjuten på grund av sjukdom.

## Handling
Köpenhamn, 1958. Aksel Larsen, ledare för Danmarks Kommunistiske Parti, har dagen innan blivit tvingad att lämna ledningen för partiet. Han befinner sig på tidningen Land og Folks redaktion för att samla ihop sina papper. Där blir han uppsökt av sjuksköterskan Elna Hiort-Lorenzen som vill veta hur mycket Larsen vet om vad som hände hennes make Arne Munch-Petersen under kriget.

## Uppsättningar
Urpremiären skedde 1994 på Privatteatret i Köpenhamn i regi av Peter Steen. Den svenska premiären skedde året därpå i en tv-teateruppsättning i regi av Enquist själv. Magisk cirkel har även spelats på Malmö stadsteater 1997,
| Roll                | Privatteatret 21 oktober 1994 | SVT 5 november 1995 | Malmö Stadsteater 10 januari 1997 |
| ------------------- | ----------------------------- | ------------------- | --------------------------------- |
| Regi                | Peter Steen                   | Per Olov Enquist    | Kajsa Bramsvik                    |
| Scenografi          | Lene de Fine Licht            | Peter Beckman       | Lars Björklund/ Gunilla Svensson  |
| Kostym              | Kirsten Rasmussen             |                     | Lars Björklund/ Gunilla Svensson  |
| Aksel Larsen        | Frits Helmuth                 | Sven Wollter        | Lars Humble                       |
| Elna Hiort-Lorenzen | Susse Wold                    | Lena Granhagen      | Kristina Kamnert                  |
| Henry               | Christian Mosbæk              | Erland Josephson    | Lars Passgård                     |